# 樋口康彦
樋口 康彦（ひぐち やすひこ、1965年 - ）は日本の心理学者。専門は教育社会心理学。日本応用心理学会会員。
大阪府出身。関西大学社会学部を卒業し、同大学大学院博士課程修了。専門学校教員、兵庫県長寿社会研究機構家庭問題研究所主任研究員などを経て、2000年から富山国際大学国際教養学部専任講師となる。血液型はO型。

## 準ひきこもり
準ひきこもりは、2006年に樋口康彦が紀要「大学生における準ひきこもり行動に関する考察」の中で提唱した概念であり、大学には登校するが家族以外の人間とほとんど付き合いがなく、対人関係や、社会経験が不足している状態のことをいう。樋口は、この準ひきこもりが、ニート、フリーター問題の隠された要因になっていると指摘しており、引きこもりのように部屋に閉じこもるわけではなく、問題が顕在化するのは就職活動期や大学卒業後と述べている。
2010年に行われた内閣府の「若者の意識に関する調査（ひきこもりに関する実態調査）」において、「引きこもり」群が70万人と推計され、そのうち6か月以上にわたって「趣味のときだけ外出する」状態の人たちが46万人と推計された。調査を手がけた明星大学大学院人文学研究科の高塚雄介教授は、この層を「準引きこもり」群として注目した。

## 著書等
- 『「準」ひきこ森 ―人はなぜ孤立してしまうのか?』講談社、2006年。ISBN 4-06-272405-7。
- 『崖っぷち高齢独身者』〈光文社新書〉2008年。ISBN 9784334034573。
- 『婚活失格』〈ぶんか社文庫〉2009年。
- 『一分間婚活マスター』〈講談社アフタヌーン新書〉2009年。
- 「大学生における準ひきこもり行動に関する考察 ―キャンパスの孤立者について―」（PDF）『国際教養学部紀要』第2巻、富山国際大学、2006年3月、25-30頁、ISSN 1349-8835。
- 「かぐや姫症候群に関する考察 ―準ひきこもり行動との関連から―」（PDF）『国際教養学部紀要』第2巻、富山国際大学、2006年3月、31-38頁、ISSN 1349-8835。
- 「準ひきこもりに関する基礎的研究」（PDF）『国際教養学部紀要』第4巻、富山国際大学、2008年3月、147-153頁、ISSN 1349-8835。